# Distrito histórico de Thomasville
El Distrito histórico de Thomasville es un distrito histórico ubicado en Thomasville, Alabama, Estados Unidos.

## Descripción
Thomasville se fundó en 1888, a lo largo del entonces recién construido ferrocarril entre Mobile y Selma. El distrito comercial de la ciudad sufrió un gran incendio en 1899, y solo sobrevivió un edificio de ladrillo. El distrito histórico presenta ejemplos de arquitectura comercial temprana, reina ana, neocolonial británico, artesano y vernáculo regional. El distrito histórico se centra en el antiguo distrito de negocios y está aproximadamente delimitado por la US Highway 43, West Front Street, Wilson Street y West Third Street. Es parte de la presentación de propiedades múltiples del condado de Clarke y se incluyó en el Registro Nacional de Lugares Históricos el 12 de febrero de 1999.